# Flandrien (wielrenner)
Een flandrien is een wielrenner die een wielerwedstrijd hard maakt door voortdurend te kiezen voor de aanval en te blijven rijden totdat hij oververmoeid de streep bereikt. De term is ontstaan tijdens de Vlaamse wielerkoersen van het interbellum toen de wielrenners een voortdurend gevecht moesten leveren tegen de slecht aangelegde kasseien van de Vlaamse wegen. Sindsdien is de betekenis van de term aan verandering onderhevig.

## Betekenis
Het beeld van de typische Vlaamse renner uit de wielergeschiedenis, die met reservebanden om de nek, met modder in het gelaat en met een gezicht dat boekdelen spreekt de streep overzwalpt, staat in Vlaanderen bekend als het beeld van de flandrien. De flandrien waarvan gezegd wordt dat Kortrijkzaan Briek Schotte de laatste telg in het flandriengeslacht was.
Tegenwoordig wordt een renner die goed presteert in de Vlaamse wielerklassiekers Ronde van Vlaanderen en Parijs-Roubaix, beschouwd als een flandrien.

## Prijs
Sedert 2003 wordt elk jaar de Flandrien-Trofee overhandigd aan de meest flandrienachtige renner van het jaar.